# Фреше, Жан
Жан Фреше (фр. Jean M.J. Fréchet; род. 19 августа 1944, Франция) — американский учёный-химик. Труды в основном посвящены органическому синтезу, химии полимеров, нанотехнологии. Лауреат многих престижных премий.
Член Национальной инженерной академии США (2000), Национальной академии наук США (2000), Американской академии искусств и наук, Европейской академии.

## Биография
В 1972 году получил степень доктора философии в Сиракузском университете (США).
В 1973—1987 годах работал в Оттавском университете, в 1987—1997 годах работал в Корнеллском университете. С 1997 года работает в Калифорнийском университете в Беркли. Также работает в Научно-технологическом университете имени короля Абдаллы с 2010 года.
Является 12-м наиболее цитируемым химиком за период с 1992 по 2002 год и 10-м наиболее цитируемым химиком за период с 2000 по 2010 год. В 2011 году был 18-м наиболее цитируемым из ныне живущих химиков (индекс Хирша = 111). Текущий индекс Хирша, по версии Google Scholar, — 166.
Считается одним из претендентов на Нобелевскую премию по версиям Thomson Reuters Citation Laureates и сайта thebestschools.org.

## Награды и отличия
- Лекции 3M (1998)
- Премия имени Артура Коупа (2007)
- Премия Диксона (2007)
- Золотая медаль Нагои[яп.] (2009)
- Премия Японии (2013)[13]
- Международная премия короля Фейсала (2019)